# 七折峠
七折峠（ななおりとうげ）は、福島県河沼郡会津坂下町にある峠である。七折坂とも呼ばれる。

## 概要
福島県河沼郡会津坂下町西部にあり、現在は周辺を磐越自動車道、国道49号、国道252号、東日本旅客鉄道只見線が経由している。標高253m。会津盆地の西側に位置しており、周辺は会津盆地と只見川の間に広がる丘陵地帯になっている。

### 地理
本峠は会津盆地側（東側）が緩やかな坂道なのに対して、只見川側が急な坂道になっている。これは、過去の只見川による侵食によるもので、峠の坂の下には只見川による河岸段丘が存在する。また、本峠は会津盆地を流れる阿賀川と前述の只見川との分水界になっている。ここより以西は奥会津と呼ばれる。

## 沿革

### 近世
本峠を経由する交通路のうち、磐越自動車道と国道49号は福島県会津地方と新潟県下越地方を結んでいるが、かつて江戸時代に同じような性格を持って両地域を結んでいた越後街道は本峠を経由せず、本峠北の鐘撞堂峠を経由していた。当時、本峠付近を経由していたのは会津沼田街道であった。

### 近代
その後、明治時代に入り、福島県令の三島通庸によって会津三方道路の事業が進められる。この事業では、会津地方と越後地方を結ぶ道路も計画されたが、本峠付近では旧来の越後街道が経由していた鐘撞堂峠、束松峠を経由する経路が改められ、本峠付近や藤峠を経由する経路となった。

### 現代
- ～昭和40年代初頭：国道49号一次改良前の道を使用。七つのカーブがあった（七折峠の名の由来）。
- 昭和40年代初頭：国道49号一次改良。現在の旧道が完成する。七折橋（延長75m）が完成し、カーブは二つに減る。
- 1989年：現道に当たる「坂本バイパス」の工事開始。
- 2002年11月30日：現道供用開始[2]。

## 国道49号、国道252号
現道は、気多宮（けたのみや）集落の南西約1,000mの地点で旧道と分岐する。分岐後、七折峠トンネル（延長1,045m）に入り、旧道七折峠の北側をトンネルで抜ける。トンネル出口直後に坂本橋があり、磐越自動車道と只見川の支流を跨ぐ。坂本橋（延長130m）を過ぎると、すぐに旧道と合流し、坂本（大沢）集落に至る。旧道は現在も通行可能となっている。坂本集落付近で、国道252号は国道49号から分岐し、只見川沿いに南会津郡只見町方面へと続く。一方、国道49号は分岐から西方に進み、藤峠などを経由して耶麻郡西会津町方面へと続く。
改良のために峠を一直線に貫く現ルートが作られたとされ（後述）、さらに旧々道は7回の九十九折があったとされる。

### 坂本バイパス
当峠周辺に整備されたバイパス道路で、急勾配、急カーブの続いており、豪雪地帯ゆえ冬季の交通安全に支障をきたしていた周辺区間を改良した。磐越自動車道会津坂下インターチェンジの取り付け部に当たる西側300mが1992年（平成4年）10月に先行開通、峠越えを含む残り2.9kmが2002年（平成14年）11月に開通した。この道路の開通により、この部分の所要時間は約2分短縮された。

#### 路線データ
- 起点：河沼郡会津坂下町気多宮
- 終点：河沼郡会津坂下町坂本
- 全長：3.2km

#### 途中交差する路線
- 福島県道223号塔寺停車場線（起点、塔寺駅入り口交差点）
- 磐越自動車道・国道252号只見方面（会津坂下インターチェンジ交差点）

#### 構造物
七折峠トンネル
- 竣工 : 2001年（平成13年）12月
- 全長 : 1,045m
- 車線 : 片側1車線（上下線合計2車線）

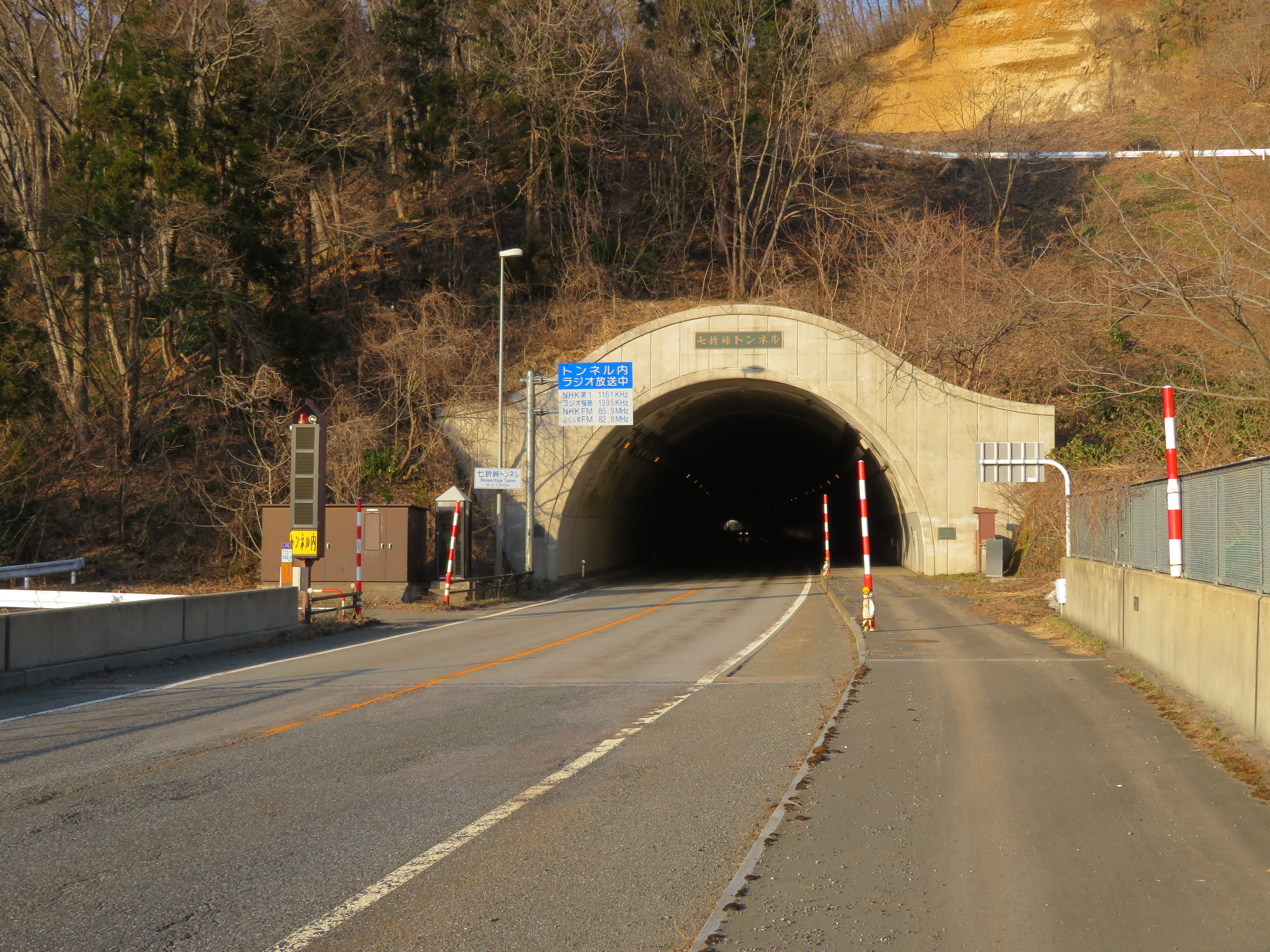
七折峠トンネル（新潟側坑口）

  - 本トンネルの工事時の名称は坂本トンネルであったが、名称を公募し、審査の結果七折峠トンネルとなった[4]。なお、並行する磐越自動車道には七折トンネルが既に開通していた。

坂本橋
- 全長：130.0m
- 幅員：14.9m
- 竣工：1997年[5]

地下横断歩道
坂本バイパス整備の際に計画され、2002年に開通した。本地下道は七折峠西側に設置されており、周辺には集落のほか、水田、畑地などの農地が広がる。

### 旧道
現道の南側を通っており、トンネルはない。七折橋（1967年完成）等の構造物を利用していた。一次改良は実施されていたが、急勾配や急カーブが存在していたため、前述のように現在利用されている坂本バイパスへの改良が検討、計画され実施された。

## 参照
1. ↑  角川日本地名大辞典 福島県 p616. 1981.
2. ↑  /new/press/hapyo/0210301.htm 一般国道４９号坂本バイパスの全線供用について
3. 1 2  国道49号坂本バイパスの整備効果 (PDF)
4. ↑  一般国道４９号新設トンネル『七折峠トンネル』に決定
5. ↑  橋梁の長寿命化修繕計画 - 国土交通省東北地方整備局
6. ↑  坂本バイパス地下道壁面に落書き
7. ↑  道路管理の現況